# Гребляк зубчастоногий
Гребляк зубчастоногий (Corixa dentipes) — вид водяних клопів родини гребляків (Corixidae).

## Географічне поширення
Вид досить поширений в Європі на схід до Уральських гір. Мешкає у стоячих та повільних водоймах.

## Зовнішній вигляд
Один із найбільших представників родини, завдовжки 14-16 мм. Тіло світло-буре, у дрібних цятках, зверху сплощене, знизу опукле. Середні гомілки на внутрішній стороні з напівкруглою виїмкою.

## Спосіб життя
Харчується переважно мікроскопічними водоростями. Передніми ногами, що мають на кінці своєрідну щітку, гребляк нашкрябає частинки мулу та водоростей, і підносить їх до рота. Середні ноги — довгі та чіпкі, ними клоп утримується серед водоростей. Задні ноги служать для плавання.